# Heinrich Wilhelm Storck
Heinrich Wilhelm Storck (* 13. September 1808 in Kreuznach; † 10. Januar 1850 in Leipzig) war ein deutscher Karikaturist des Vormärz. In dem relativ liberalen Klima Leipzigs kritisierte er die politischen Missstände insbesondere im Königreich Sachsen und in Preußen.

## Biographie
Heinrich Wilhelm Storck stammte aus einfachen Verhältnissen: Er wurde am 13. September 1808 in eine evangelisch-lutherische Bäckerfamilie hineingeboren. 1810 avancierte sein Vater in Kassel, der Hauptstadt des Königreiches Westphalen, zum Requisiteur des Hoftheaters. Als solcher war er für die Verwaltung und Beschaffung von Bühnengegenständen verantwortlich. Als der Vater im Jahr 1817 verstarb, förderte der als Gymnasiallehrer tätige Georg Heinrich Storck seinen jüngeren Bruder finanziell. Heinrich Wilhelm Storck begann in Kassel sein Malereistudium. 1832 wechselte Storck an die Akademie der Bildenden Künste München. 1837 folgte er seiner Schwester Amalie nach Leipzig, einem Zentrum des deutschen Buchdruckes. In der Mitte des 19. Jahrhunderts verfügte die Stadt über eine „große Wirtschaftskraft und [war die] Heimat eines kritisch-liberalen Bürgertums“ (so Karl-Heinz Mader). In Leipzig erhielt Storck Zeichenaufträge bei verschiedenen Verlagen und Druckereien, beispielsweise beim B. G. Teubner Verlag. Anders als der britische Karikaturist James Gillray konnte Storck sich jedoch nicht ausschließlich auf Karikaturen spezialisieren. Er blieb in dieser Hinsicht stark von den Wünschen der Verleger abhängig. Am gefragtesten waren Abbildungen von Landschaften, Baudenkmälern und Städten, aber auch Porträts bedeutender Persönlichkeiten. 1846/1847 wurde er schließlich beim „Wochenblatt für Humor und Satyre“ angestellt. Aus dieser Phase stammen die bekanntesten und provokativsten Karikaturen Storcks. Im April 1848 fertigte Storck aus gesundheitlichen Gründen kaum noch Karikaturen an. Er verstarb am 10. Januar 1850 im Alter von nur 41 Jahren.

## Werke

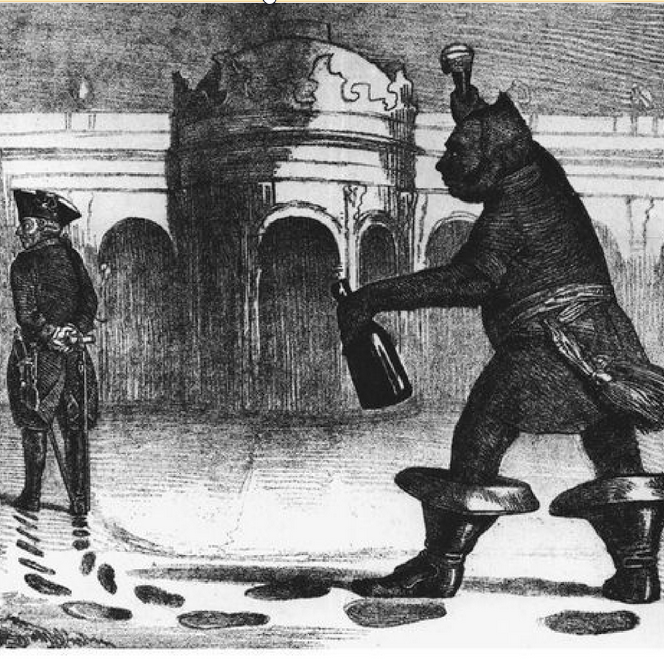
Wie einer immer daneben tritt

Die Karikatur Wie einer immer daneben tritt wird zu einem seiner frühesten Werke in diesem Bereich gerechnet. Sie erschien aus Angst vor staatlicher Verfolgung ohne eine Signatur Storcks und löste eine Zensurverschärfung in Preußen aus. Aus diesem Grund durfte Storck seine „Karikatur auf die Nichtgewährung der den Preußen versprochenen Verfassung“ nur außerhalb Preußens drucken. Der Hintergrund war, dass die vom preußischen König Friedrich Wilhelm III. im Jahr 1815 anerkannte Bundesakte folgenden Beschluss enthielt: „Es soll eine Repräsentation des Volkes gebildet werden“. Aber auch 1845, beim Entstehungszeitpunkt der Karikatur, hatte die Monarchie Preußen noch immer kein Parlament zugestanden. Das Spottbild zeigt daher eine Menschenmenge, die vor einem Berg wartet, ob die Verfassung kommt. Einige schauen erwartungsvoll in Fernrohre, während die Anderen dem Berg den Rücken zu wenden. Tatsächlich wird auf dem Berg eine Maus geboren, die symbolisch für die Hoffnung auf eine Verfassung steht. Im selben Moment nimmt jedoch schon der preußische Adler die Maus ins Visier, um sie zu verschlingen. Die Karikatur kommentierte Storck mit dem Zitat nach Horaz: „Die Berge gingen schwanger und siehe da sie gebaren ein Mäuslein!“ Ludwig Uhland regte die Abbildung zwei Jahre später zu einem Spottgedicht auf das Scheitern des Ersten Vereinigten Landtages an: 

„Es hat ein Berg geboren.
Lang hat's in ihn gegoren, 
Die Wochen waren bitter.
Was bringt er denn heraus? 
Er bringt uns eine Maus, 
Dazu dreihundert Ritter!“

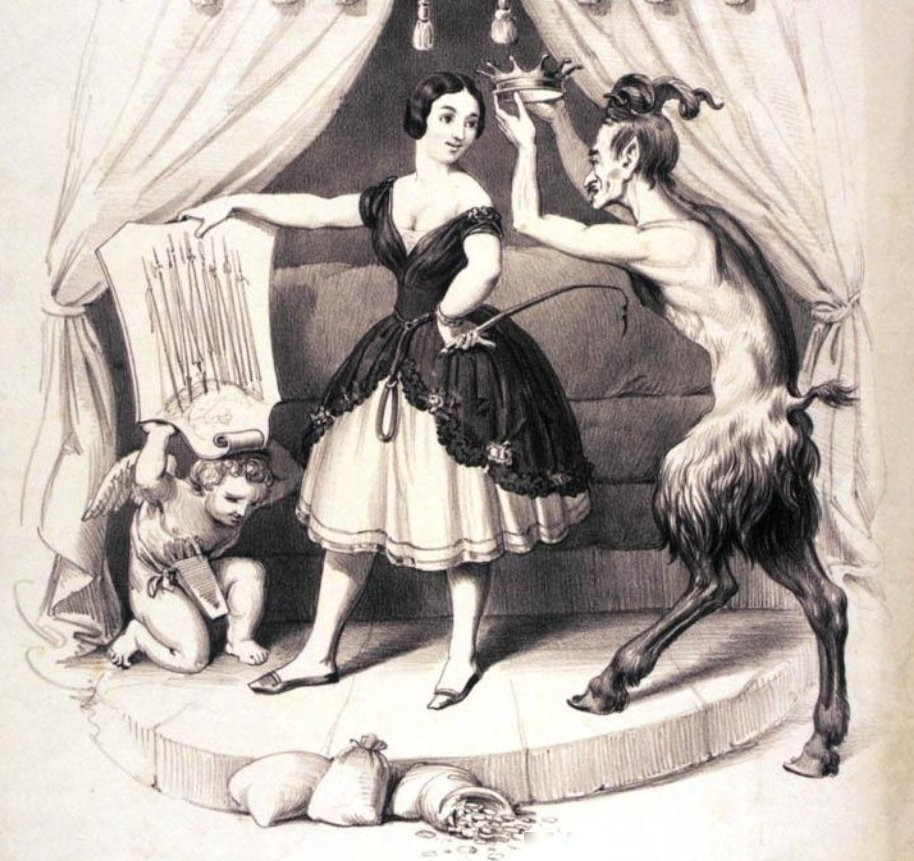
Karikatur auf Lola Montez

Im Jahr 1847 zog Storck auch die Affäre des bayerischen Königs mit der irischen Tänzerin Lola Montez ins Lächerliche. Anlässlich ihrer Erhebung zur Gräfin, zeigte Storck König Ludwig I. als „lüsternen Faunus“ (so Gisold Lammel), der seiner Mätresse einen „Kronreif“ hinterherträgt. In ihrer linken Hand trägt Montez ein Wappen, das von den Pfeilen des Liebesgottes Amor geziert wird. In der rechten Hand hält sie eine Peitsche. „Ihr zu Füßen“ befinden sich mehrere Goldbeutel. Die Karikatur sollte zum Ausdruck bringen, dass die Mätresse den getäuschten König so weit gefügig gemacht habe, dass sie nach Belieben die Staatskasse ausplündern könne.

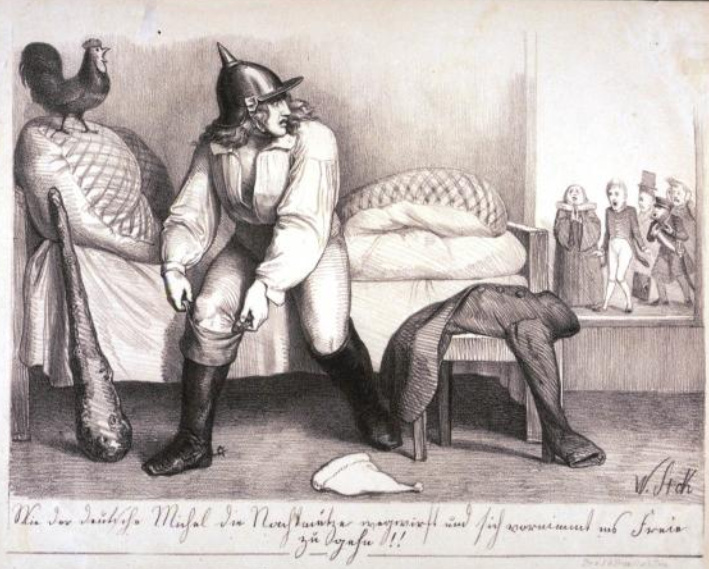
Die Karikatur „Wie der deutsche Michel die Nachtmütze wegwirft und sich vornimmt ins Freie zu gehen“

Im selben Jahr veröffentlichte er eine weitere bekannte Karikatur mit dem Untertitel „Wie der deutsche Michel die Nachtmütze wegwirft und sich vornimmt ins Freie zu gehn“. In dieser Kreidelithographie wird dargestellt, wie der von den deutschen Monarchien entmündigte Bürger aus seinem Schlaf bzw. aus seiner politischen Ohnmacht erwachen soll. Die Pickelhaube, die der Michel sich statt seiner Schlafmütze aufgesetzt hat, und die an das Bett gelehnte Keule sollen symbolisch für den erwarteten revolutionären Kampf stehen. Der auf dem Bettkissen stehende Hahn soll den „neuen Morgen“ (so Harald Siebenmorgen) bzw. eine neue politische Ordnung „ankündigen“.
Als im Februar 1848 schließlich die französische Julimonarchie gestürzt wurde, begrüßte Storck das Übergreifen der Revolution auf die deutschen Staaten: In einer Zeichnung, die von dem Leipziger Drucker und Verleger J. G. Fritzsche vervielfältigt wurde, zeigte er zwei Freiheitsbäume; einen an der Seine und einen noch nicht ausgewachsenen am Rhein. Der deutsche Revolutionär folgt in der Darstellung dem „Vorbild“ (so Ruttmann) des französischen Revolutionärs, der in der Krone seines Baumes das Raupengelege des Königtums beseitigt. Der deutsche Revolutionär rüttelt an seinem Baum, sodass in Gestalt von „faulem Obst“ „Censur“, „Gewissenszwang“ und „Polizeiliche Bevormundung“ zu Boden gehen.